# Вигмор, Джон Генри
Джон Генри Вигмор (англ. John Henry Wigmor; 4 марта 1863 — 20 апреля 1943) — один из крупнейших американских юристов. Родоначальник науки юридическая география мира, специалист в области доказательственного права. С 1889 по 1892 годы был преподавателем права в университете Кейо в Токио, затем с 1901 по 1929 годы являлся деканом юридического факультета Северо-Западного университета в США. Вигмор является наиболее авторитетным учёным в области доказательств по судебным процессам по общему праву. Области судебных доказательств посвящён его труд по англо-американской системе доказательств в судебных процессах по общему праву 1904 год.

## Биография
Джон Генри Вигмор родился в Сан-Франциско в семье Джона и Гарриет Вигмор.
После окончания Гарвардского университета получил степень АВ в 1883 году, а в 1884 году степень АМ, а в 1887 году степень бакалавра права. После окончания юридической школы занимался юридической практикой в Бостоне, после чего стал работать советником по внешней политики Японской империи, и был назначен преподавать право в университете Кейо в Токио с 1889 по 1892 годы.
Во время преподавания в Японии, Вигмор детально исследовал историю старого японского права эпохи сёгуната Токугава (период Эдо), в особенности законов данной эпохи. Впоследствии свои исследования данного периода истории японского права были опубликованы в серии работ в объёме 15 томов под общим названием: Материалы для изучения частного права в старой Японии до 30 годов XX века.
В 1893 году Вигмор стал деканом юридического факультета Северо-Западного университета в США и возвращается в Америку. Вигмор был деканом с 1901 по 1929 годы.
С 1880 годов Вигмор занимался вопросами избирательного права, в том числе такими как секретный метод голосования.
Вигмор был одним из создателей Американской ассоциации сравнительного правоведения, чей ежегодный бюллетень был первым изданием посвященным сравнительно-правовым вопросам в США.
В 1904 году Вигмор опубликовал свою самую известную работу: Трактат о англо-американской системе доказательств в судебных процессах по общему праву (обычно известный как доказательства Вигмора, или просто Вигмор), энциклопедический обзор развития доказательственного права.
Фактически, данные правила Вигмора- по прежнему используются во многих американских судах, в том числе в окружном суде США в округе Колумбия. Современные основы для правил доказывания в федеральных судах, излагаются в Федеральных правилах доказывания. Многие государства используют доказательственные правила, аналогичные тем, которые содержатся в Федеральных правилах доказывания (США). Среди прочего, эти правила считают, что доказательств непреднамеренно раскрыта справедливая игра в суде, даже если что доказательства должны были быть защищены от клиента адвоката. В последние поправки к Федеральному правил гражданского судопроизводства, так называемые «соглашения запроса возврата», согласно которой информация непреднамеренно раскрываются может быть восстановлена, и привилегия эффективно восстановить, прямо разрешено. Если обе стороны готовы заключить такое соглашение, неблагоприятные последствия случайное раскрытие может быть сведено к минимуму. «Запроса возврата соглашения» является наиболее эффективным, если оно подписано до того, случайное раскрытие происходит.
Вигмор разработал также графический метод для анализа доказательств, известный как график Вигмора.
Джон Генри Вигмор является одним из родоначальников науки юридическая география мира, благодаря опубликованному им обширному и фундаментальному труду Панорама юридических систем мира (Panorama of the world`s legal systems) вышедшему в 1928 и 1936 годах. В данном труде Вигмор одним из первых не только даёт классификацию той или иной системы права, но и показывает на карте мира границу её распространения, что является основой науки юридической географии мира и очень близкой к сравнительному правоведению.

## Избранные труды
- J.H. Wigmore «The Panorama of the world’s legal systems» First edition 1928; second edition 1936;
- 1891 — Notes on Land Tenure and Local Institutions in Old Japan: Posthumous Papers of D. B. Simmons (John Henry Wigmore, editor). Tokyo: Asiatic Society of Japan. [reprinted by University Publications of America, 1979. ISBN 0-89093-223-9; ISBN 978-0-89093-223-0; OCLC 5622796
- 1892 — Materials for the Study of Private Law in Old Japan. Tokyo: Asiatic Society of Japan. OCLC 26107737
- 1976 — Law & Justice in Tokugawa Japan: Contract, Legal Precedents. New York: Columbia University Press. ISBN 0-86008-166-4: ISBN 978-0-86008-166-1
- 1985 — Law and Justice in Tokugawa Japan: Contract, Commercial Customary Law. Tokyo: University of Tokyo Press. ISBN 0-86008-375-6; ISBN 978-0-86008-375-7
- 1986 — Law and Justice in Tokugawa Japan: Materials for the History of Japanese Law and Justice Under the Tokugawa Shogunate 1603—1867. Tokyo: University of Tokyo Press. ISBN 0-86008-396-9; ISBN 978-0-86008-396-2